# Kallia Papadaki
Kallia Papadaki (ur. 1978 w Didimoticho) – grecka pisarka i scenarzystka.

## Życiorys
Wychowała się w Salonikach. Studiowała ekonomię w Stanach Zjednoczonych w Bard College oraz na Uniwersytecie Brandeisa, a po powrocie do Grecji uczęszczała do szkoły filmowej w Atenach. Zadebiutowała w 2009 roku zbiorem opowiadań, który został życzliwie przyjęty przez krytykę. Dwa lata później przyjęta została do programu stypendialnego dla młodych pisarzy (Scritture Giovani) oraz opublikowała tomik wierszy. Jej trzecia książka, powieść Dendryty (w polskim przekładzie Ewy T. Szyler), została w 2017 roku wyróżniona Europejską Nagrodą Literacką.
Papadaki jest również autorką scenariuszy. Pierwszy z nich – September, powstał dzięki stypendium Europejskiego Funduszu na rzecz Bałkanów oraz berlińskiemu stypendium im. Nipkowa. Film miał swą premierę w konkursie głównym MFF w Karlowych Warach.